# Borowska (Brandwica)
Borowska – część wsi Brandwica w Polsce położona w województwie podkarpackim, w powiecie stalowowolskim, w gminie Pysznica.
W latach 1975–1998 Borowska administracyjnie należała do województwa tarnobrzeskiego.